# Chiesa del Santissimo Salvatore (Collepardo)
La chiesa del Santissimo Salvatore è la parrocchiale di Collepardo, in provincia di Frosinone e diocesi di Anagni-Alatri; fa parte della forania di Alatri.

## Storia
L'esistenza di una chiesa a Collepardo è attestata già tra i secoli X e XI e poi ancora in un documento del 1252 e in uno del 1395, nel quale si legge dell'ecclesia S. Salvatoris.
Nel XV secolo l'edificio fu ricostruito grazie all'interessamento di papa Martino V, il quale fornì dei materiali provenienti dalla basilica di San Giovanni in Laterano.
A partire dal 1598, dopo la demolizione della precedente chiesa, iniziarono i lavori di edificazione della nuova parrocchiale, ai quali presero parte pure il mastro Lelio, scalpellino di Rezia, e di capomastro Bernardino Iannino; la consacrazione venne impartita il 9 novembre 1619 dal vescovo di Alatri Luca Antonio Gigli.
Nella prima metà del XIX secolo si procedette al rimaneggiamento della facciata e al principio del Novecento fu cambiata la destinazione d'uso della cappella di San Michele; nel 1961, invece, nella cappella della Conversione di San Paolo venne collocato il fonte battesimale.

## Descrizione

### Esterno
La facciata della chiesa, rivolta a ponente, è caratterizzata da due lesene, sorreggenti il timpano di forma triangolare, e presenta al centro il portale d'ingresso, incorniciato da un grande arco a tutto sesto, e sopra due finestre e un oculo; ai lati si sviluppano due ali secondarie, di lunghezza differente, con copertura piana.
Annesso alla parrocchiale è il campanile a base quadrata, la cui cella presenta su ogni lato una monofora ed è coronata dal tamburo, sorreggente il tetto.

### Interno
L'interno dell'edificio è suddiviso da pilastri sorreggenti archi a tutto sesto in tre navate, coperte da volte a botte; al termine dell'aula si sviluppa il presbiterio, rialzato di alcuni gradini e voltato a crociera.
Qui sono conservate diverse opere di pregio, tra le quali alcuni lacerti d'affresco raffiguranti i Santi Carlo Borromeo Caterina da Siena e Filomena e l'Incoronazione della Vergine, risalenti ai secoli XVI e XVII, la tela con soggetto San Sebastiano, realizzata nel Cinquecento, la pala raffigurante la Madonna del Giglio assieme ai Santi Antonio Abate e Antonio di Padova e il quadro del Salvatore.